# Sebastian Ingrosso
Sebastian Carmine Ingrosso (Nacka, 20 de abril de 1983) é um DJ e produtor sueco de House, faz parte do Swedish House Mafia, um famoso grupo de produtores e DJs, Axwell e Steve Angello são os outros membros do grupo. 
Nascido na Suécia numa família de imigrantes italianos. É amigo de infância de Steve Angello, os dois tem produzidos juntos varias musicas ao longo dos anos.
Em 2010 ficou colocado em #16 no Top 100 DJ Poll da DJ Magazine.
Atualmente Ingrosso faz dupla com Axwell chamada Axwell Λ Ingrosso, além do próprio Swedish House Mafia, que em 2018, retornou aos palcos no Ultra Music Festival, exatamente 5 anos após a separação.

## Singles

### Como artista principal
| Título                                                                                        | Ano  | Posições em paradas músicais | Posições em paradas músicais | Posições em paradas músicais | Posições em paradas músicais | Posições em paradas músicais | Posições em paradas músicais | Posições em paradas músicais | Posições em paradas músicais | Posições em paradas músicais | Certificações                  | Álbum             |
| Título                                                                                        | Ano  | SUE                          | AUS                          | AUT                          | BEL                          | FRA                          | ALE                          | HOL                          | SUI                          | UK                           | Certificações                  | Álbum             |
| --------------------------------------------------------------------------------------------- | ---- | ---------------------------- | ---------------------------- | ---------------------------- | ---------------------------- | ---------------------------- | ---------------------------- | ---------------------------- | ---------------------------- | ---------------------------- | ------------------------------ | ----------------- |
| "Get Dumb" (with Axwell, Angello and Laidback Luke)                                           | 2007 | —                            | —                            | —                            | —                            | —                            | —                            | 45                           | —                            | —                            |                                | Non-album singles |
| "Umbrella" (with Steve Angello)                                                               | 2007 | —                            | —                            | —                            | —                            | —                            | —                            | 67                           | —                            | —                            |                                | Non-album singles |
| "It's True" (with Axwell vs. Salem Al Fakir)                                                  | 2007 | 38                           | —                            | —                            | —                            | —                            | —                            | 64                           | —                            | —                            |                                | Non-album singles |
| "Everytime We Touch" (with David Guetta, Chris Willis and Steve Angello)                      | 2009 | —                            | —                            | —                            | 12                           | —                            | —                            | 46                           | 97                           | 68                           |                                | Pop Life          |
| "Leave the World Behind" (with Axwell, Angello and Laidback Luke featuring Deborah Cox)       | 2009 | 39                           | —                            | —                            | 14                           | —                            | —                            | 75                           | —                            | —                            |                                | Non-album singles |
| "Kidsos"                                                                                      | 2009 | —                            | —                            | —                            | —                            | —                            | —                            | 98                           | —                            | —                            |                                | Non-album singles |
| "Calling" (with Alesso)                                                                       | 2011 | 18                           | —                            | —                            | 52                           | 136                          | —                            | 58                           | —                            | —                            |                                | Non-album singles |
| "Calling (Lose My Mind)" (with Alesso featuring Ryan Tedder)                                  | 2012 | —                            | —                            | —                            | —                            | —                            | —                            | —                            | 71                           | 19                           | - GLF: 3× Platina              | Non-album singles |
| "Reload" (with Tommy Trash)                                                                   | 2012 | —                            | —                            | —                            | 48                           | —                            | —                            | —                            | —                            | —                            |                                | Non-album singles |
| "Reload" (with Tommy Trash featuring John Martin)                                             | 2013 | 5                            | 20                           | 56                           | —                            | 152                          | 89                           | 66                           | 70                           | 3                            | - GLF: 2× Platina - BPI: Prata | Non-album singles |
| "Roar" (with Axwell)                                                                          | 2013 | —                            | —                            | —                            | 64                           | —                            | —                            | —                            | —                            | —                            |                                | Non-album singles |
| "Dark River"                                                                                  | 2016 | 84                           | —                            | —                            | —                            | —                            | —                            | —                            | —                            | —                            |                                | Non-album singles |
| "—" indica que a gravação não foi incluída nas paradas ou não foi distribuída naquela região. |      |                              |                              |                              |                              |                              |                              |                              |                              |                              |                                |                   |

### Remixes
- 2016 Salvatore Ganacci - Dive (Sebastian Ingrosso & Salvatore Ganacci Remix)

- 2010 Mohambi - Bumpy Ride
- 2010 Miike Snow - Silvia (Sebastian Ingrosso & Dirty South Remix)

- 2008 Diddy & Felix Da Housecat - Jack U (Angello & Ingrosso Remix)

- 2007 Robbie Rivera  - One Eye Shut (Angello & Ingrosso Remix)
- 2007 Hard-Fi - Suburban Knights (Angello & Ingrosso Remix)

- 2006 Ultra DJ's - Me & U (Steve Angello & Sebastian Ingrosso Edit)
- 2006 Justin Timberlake - My Love (Angello & Ingrosso Remix)
- 2006 Eric Prydz vs. Floyd - Proper Education
- 2006 Julien Jabre - Swimming Places (Sebastian Ingrosso Re-Edit)

- 2005 In-N-Out - EQ-Lizer (Angello & Ingrosso Remix*2005 Steve Lawler  - That Sound (Angello & Ingrosso Remix)
- 2005 Robbie Rivera  &  StoneBridge - One Eye Shut (Steve Angello & Sebastian Ingrosso Remix)
- 2005 Naughty Queen  - Famous & Rich (Angello & Ingrosso Remix)
- 2005 Sahara - Everytime I Feel It (Steve Angello Remix)
- 2005 Full Blown - Some Kinda Freak
- 2005 Modern, The  - Industry
- 2005 Joachim Garraud - Rock The Choice (Sebastian Ingrosso Remix)
- 2005 Moby - Dream About Me
- 2005 Tony Senghore - Peace (Sebastian Ingrosso Remix)
- 2005 Ernesto Vs Bastian - Dark Side Of The Moon (with Axwell)
- 2005 Deep Dish - Say Hello (Angello & Ingrosso Remix)
- 2005 Röyksopp - 49 Percent (Angello & Ingrosso Remix)

- 2004 Dukes Of Sluca - Don't Stop: Remixes
- 2004 Steve Angello  - Acid / Euro
- 2004 Eric Prydz - Call On Me (Angello & Ingrosso Remix)
- 2004 DJ Flex And Sandy W - Love For You (Angello & Ingrosso Remix)

- 2003 Arcade Mode - Your Love (Angello & Ingrosso Remix)
- 2003 StoneBridge - Put 'Em High (Steve Angello & Sebastian Ingrosso Remix)

- 2002 Sheridan - Wants Vs. Needs (Sebastian Ingrosso Remix)
- 2002 Robyn - Keep This Fire Burning (Ingrosso Fader Remix)